# Silnice II/162
Silnice II/162 je komunikací II. třídy v Jihočeském kraji, v okrese Český Krumlov.
Propojuje mezi sebou silnici II/160 ve Větřní se silnicí II/163 ve Frymburku a několik obcí, které se při silnici nacházejí.
Její celková délka je zhruba 18,2 km. Začíná ve Větřní v blízkosti Vltavy v nadmořské výšce cca 500 m. Na výjezdu z města je již ale zhruba na 625 m n. m. Do obce Světlík pak vystoupá téměř až na 800 m n. m. a zhruba 2 km před Frymburkem u osady Svatonina Lhota překoná výšku 820 m n. m. Potom už klesá a na svém konci má zhruba 740 m n. m.
Přímo na této silnici není žádná čerpací stanice.

## Popis trasy
| km   | Místo           | Popis                                                       |
| ---- | --------------- | ----------------------------------------------------------- |
| 0    | Větřní          | II/162 zde začíná výjezdem ze silnice II/160                |
| 3,4  |                 | vlevo odbočka na III/1605 směrem na Bohdalovice             |
| 4,4  | Veleslavice     | vpravo odbočka na III/15911 směrem na Kaliště a Slavkov     |
| 9,5  | Světlík         | vlevo odbočka na III/1608 směrem na Suš                     |
| 14   | Blatná          | průjezd osadou                                              |
| 16,5 | Svatonina Lhota | vlevo odbočka na místní silnici do osady                    |
| 18,1 | Frymburk        | vlevo odbočka na III/1602 směrem na Náhlov a Malšín         |
| 18,2 | Frymburk        | II/162 zde končí u autobusového nádraží napojením na II/163 |

Vzdálenosti uvedené v tabulce jsou přibližné